# روز سنت لوسی

روز سنت لوسی که همچنین به نام جشن سنت لوسی نیز شناخته می‌شود، یک روز جشن مسیحی است که در ۱۳ دسامبر برگزار می‌شود. این مراسم یادبود لوسیا از سیراکیوز، یک شهید باکره اوایل قرن چهارم تحت آزار و اذیت دیوکلتیانوس است که طبق افسانه، برای مسیحیان مخفی شده در دخمه‌های رومی غذا و کمک می‌آورد و یک تاج گل شمعی بر سر خود می‌گذاشت تا او را مشخص کند. و دستان او را برای حمل هر چه بیشتر غذا آزاد بگذارد. روز جشن او، که مصادف با کوتاه‌ترین روز سال قبل از اصلاحات تقویم است، به‌طور گسترده به عنوان جشنواره نور جشن گرفته می‌شود. در فصل ظهور، روز سنت لوسی به عنوان پیشواز کریسمس در نظر گرفته می‌شود، که به ورود نور مسیح در تقویم در روز کریسمس اشاره دارد.
روز سنت لوسی به‌طور گسترده در اسکاندیناوی و ایتالیا جشن گرفته می‌شود و هر کدام بر جنبه متفاوتی از داستان او تأکید دارند. در اسکاندیناوی، جایی که لوسی سانتا/سانکتا لوسیا نامیده می‌شود از او به‌عنوان بانویی با لباسی سفید که نماد ردای غسل تعمید است و ارسی قرمز نماد خون شهادت او، با تاج یا تاج گل شمع بر سر نشان داده می‌شود.
در نروژ، دانمارک، سوئد و مناطق سوئدی زبان فنلاند، در حالی که آهنگ‌ها خوانده می‌شود، دخترانی که لباس سنت لوسی پوشیده‌اند، کلوچه‌ها و نان‌های زعفرانی را در صفوف منظم حمل می‌کنند که نمادی از آوردن نور مسیح به تاریکی جهان است. در هر دو کلیساهای کاتولیک و پروتستان، پسران نیز در این مراسم شرکت می‌کنند و نقش‌های مختلف مرتبط با جشن کریسمس مانند نقش سنت استفان یا مردان نان زنجفیلی عمومی [بابا نوئل] یا نیس‌ها را ایفا می‌کنند. گفته می‌شود که جشن روز سنت لوسی به فرد کمک می‌کند روزهای زمستانی را با نور کافی زندگی کند.
ارادت خاصی به سنت لوسی در مناطق ایتالیایی لومباردی، امیلیا رومانیا، ونتو، فریولی ونزیا جولیا، ترنتینو-آلتو آدیگه، در شمال کشور، و سیسیل، در جنوب، و همچنین در کرواسی انجام می‌شود. منطقه ساحلی دالماسیا در مجارستان و کرواسی، یک سنت رایج در روز سنت لوسی شامل کاشت دانه‌های گندم است که تا روز کریسمس چندین سانتی‌متر بلند می‌شوند، که نشان‌دهنده میلاد مسیح است.